# 東松戶車站
東松戶車站（日语：／ Higashi-matsudo eki */?）是位於日本千葉縣松戶市東松戶，屬於北總鐵道、京成電鐵與東日本旅客鐵道（JR東日本）三家鐵路公司所共同經營的鐵路車站。本站是北總鐵道北總線與共用路線的京成電鐵成田機場線（營運上使用成田Sky Access線的商業名），與JR東日本武藏野線之交會轉乘站。

## 簡介
三家業者中北總與京成兩家公司共用位於西側的北總站區，而武藏野線則單獨使用位於東側的JR站區，兩者間再以檢票口與立體設施串連。在二者中，JR東日本所屬的東松戶車站，是由JR東日本千葉支社負責管轄，車站編號為JM13。而北總鐵道與京成電鐵共用的站區部分，北總鐵道是軌道與車站設施的實際擁有者（第一種鐵道事業者），而京成電鐵則是以第二種鐵道事業者的身份與其共用，其在北總鐵道系統內的車站編號為HS05。

## 歷史
- 1991年（平成3年）3月31日：北總開發鐵道車站開業。當時為島式月台1面2線構造。
  - 當時的巴士站在現在的麥當勞位置。
- 1998年（平成10年）3月14日：JR東日本車站開業[2]。站前圓環啟用。
  - 兩線開業前的臨時站名皆為地名的「紙敷」，但開業時改成「東松戶」[2]。
    - 北總線車站在1991年開業，但交會的武藏野線直至七年後才設站。當時新京成線與北總線相互直通運轉，要轉乘武藏野線的乘客會選擇至新八柱站轉乘。但在新京成線新鎌谷站開業後結束相互直通運轉，使得新八柱站需要兩次轉乘。
    - JR東日本車站最初並未規劃，是在民眾與松戶市等的請求下，由松戶市負擔費用，於1998年開業[2]。
- 2001年（平成13年）11月18日：JR東日本啟用IC卡「Suica」。
- 2004年（平成16年）7月1日：公司名、路線名稱變更，變成北總鐵道北總線車站。
- 2007年（平成19年）3月18日：北總鐵道啟用IC卡「PASMO」の。
- 2009年（平成21年）2月14日：成為北總線特急、急行停靠站。
  - 新設上行專用月台，成為島式月台2面2線。
- 2010年（平成22年）
  - 7月17日：成田機場線（成田Sky Access線）通車，北總線車站成為京成電鐵共同使用站，並是Acces特急停靠站。
  - 日期不明：待避設備啟用，成為島式月台2面4線構造。
- 2014年（平成26年）4月1日：JR東日本綠色窗口結束營業。

## 車站構造

### 北總鐵道、京成電鐵
北總鐵道與京成電鐵在京成高砂至小室兩站間是以共用路線的方式營運，因此位在此路段之間的東松戶車站也是兩家業者共同使用。其中北總鐵道為第一種鐵道事業者（在自有路線上經營客運業務），而京成電鐵則為第二種鐵道事業者（向其他業者借用路線進行營運）。
由北總與京成電鐵所共用的站區是一個設置有島式月台兩座、共四條乘車線的高架車站。雖然北總、京成是在東松戶這裡先設置車站的鐵路公司，但在兩家業者所共用的北總線設置前JR武藏野線早已存在多年，為了跨越本身也是高架路線的武藏野線，北總線的路軌設置在離地面達17公尺的超高高架橋上。而為了配合這路軌高度，北總、京成東松戶車站是設於樓高四層的站體中，其中車站大廳與檢票口位在三樓，而月台區則在四樓，各樓層與地面間以手扶梯與電梯連結。車站由北總鐵道所擁有與經營，與京成電鐵共用的車站設施使用北總鐵道標準的內裝與標誌設計。京成電鐵的路線不標示「京成線」，而是直接以「成田Sky Access線」（成田スカイアクセス線）稱呼之。
北總、京成東松戶車站在1991年設置初期原本只有兩條線路，但在構造上預留了擴充為四條線的空間。為了配合2010年成田機場延伸線通車，2009年2月14日啟用2面（待避）化新設上行月台。同時月台構造也保留了未來停靠10輛編組列車的空間。
乘客可使用docomo Wi-Fi與Wi公共無線網路。

### 月台配置

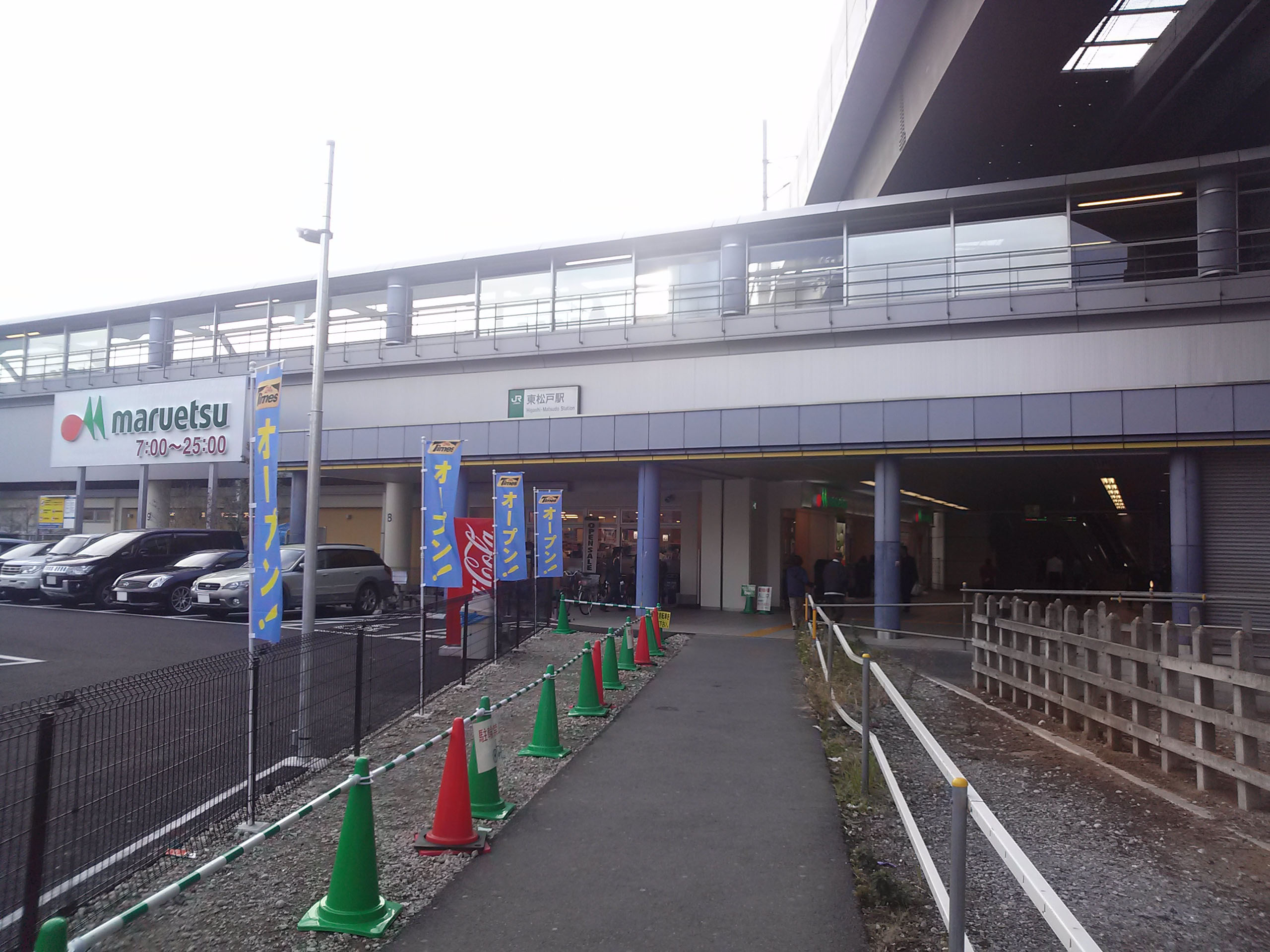
東口（2012年11月）
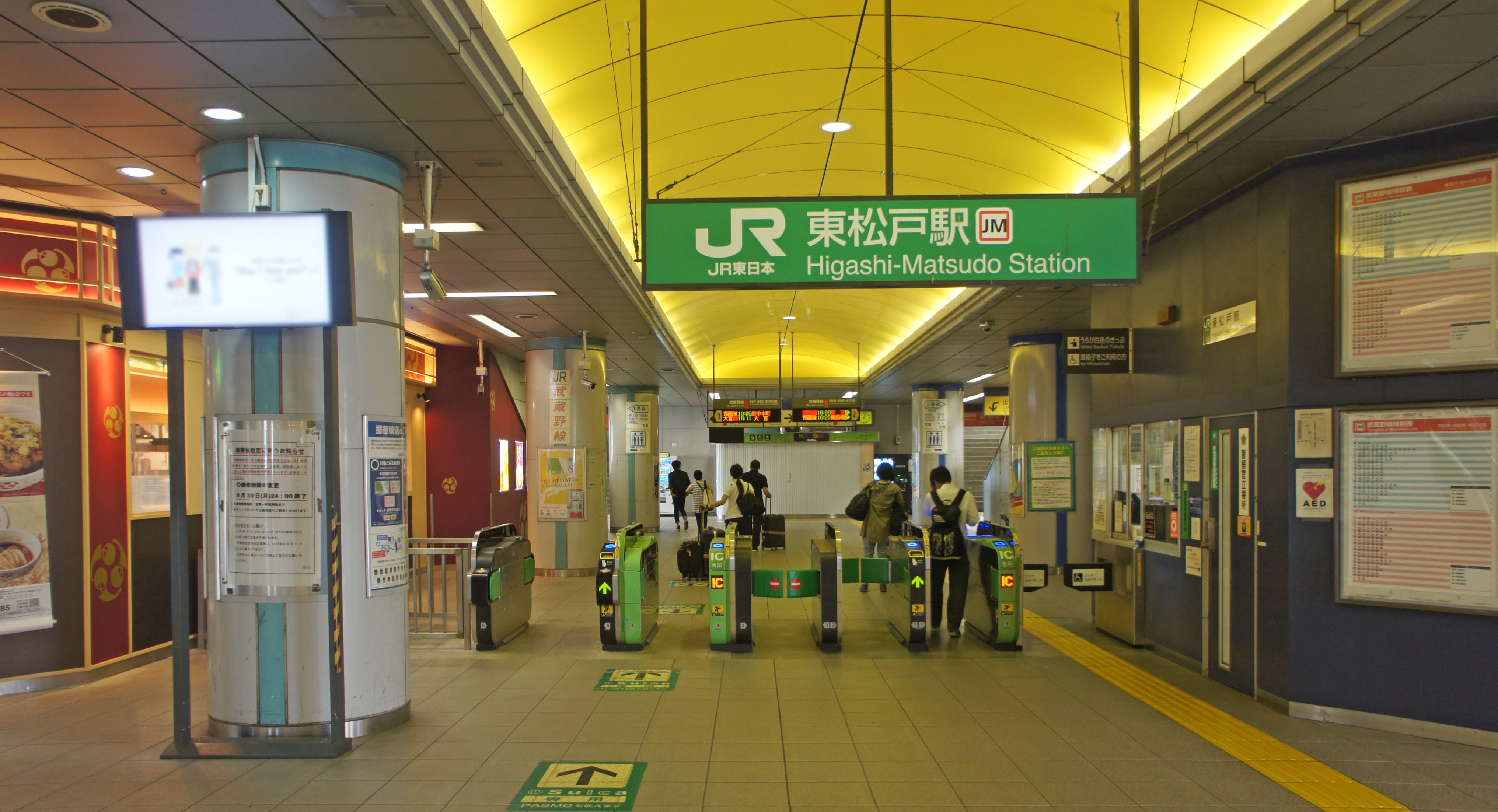
閘口（2019年9月）
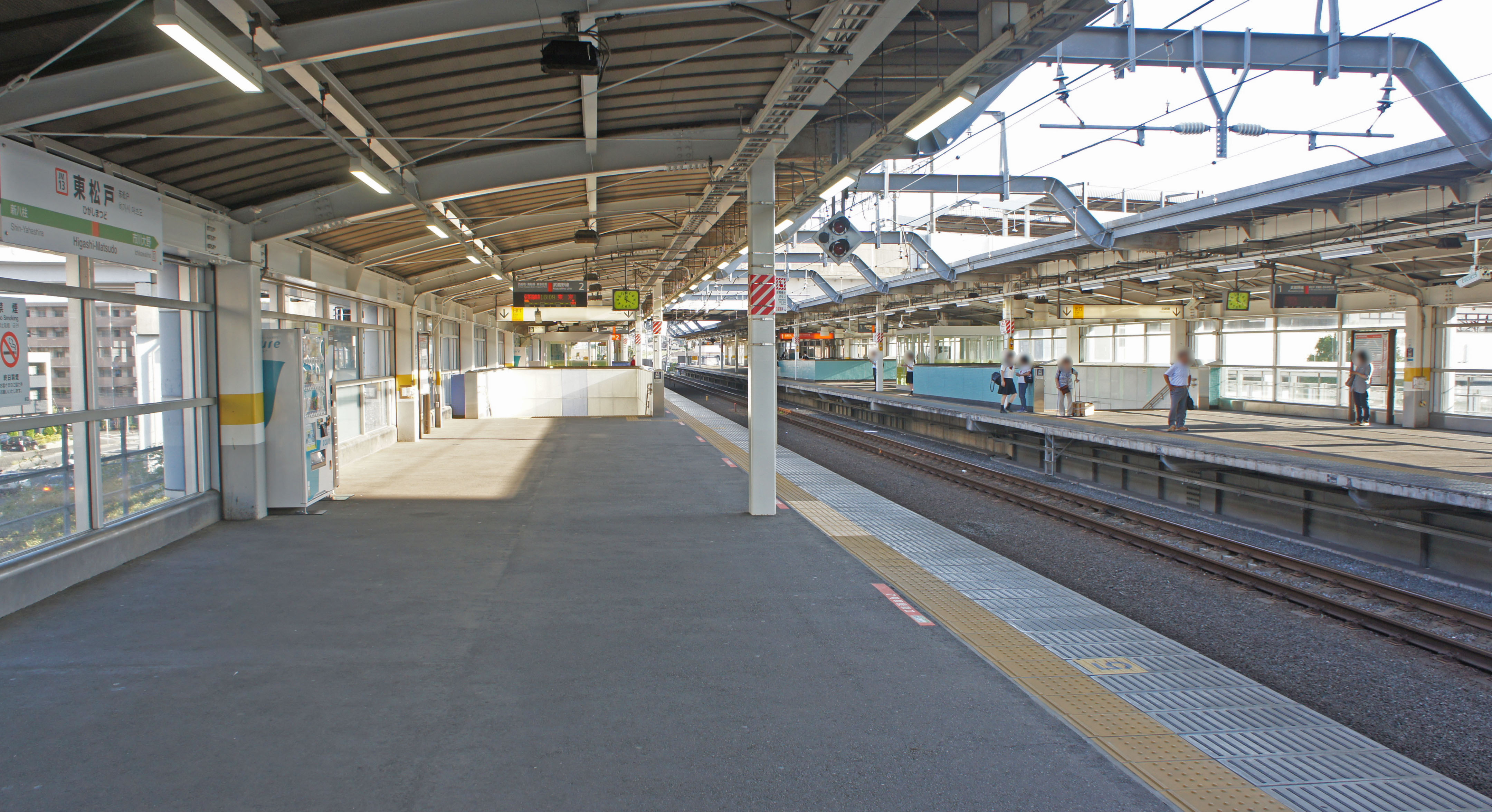
月台（2019年9月）

| 月台 | 路線                    | 方向 | 目的地                                                            |
| ---- | ----------------------- | ---- | ----------------------------------------------------------------- |
| 1、2 | 北總線 成田Sky Access線 | 上行 | 高砂、押上、上野、淺草、日本橋、西馬込、 品川、羽田機場、橫濱方向 |
| 3、4 | 北總線 成田Sky Access線 | 下行 | 新鎌谷、千葉新城中央、印西牧原、 印旛日本醫大、成田機場方向       |

- 早晨傍晚匙段有部分北總線普通列車與京成Access特急進行緩急接續，另外也有北總線普通列車在本站待避Skyliner。

#### 站內設備
- 定期券售票所

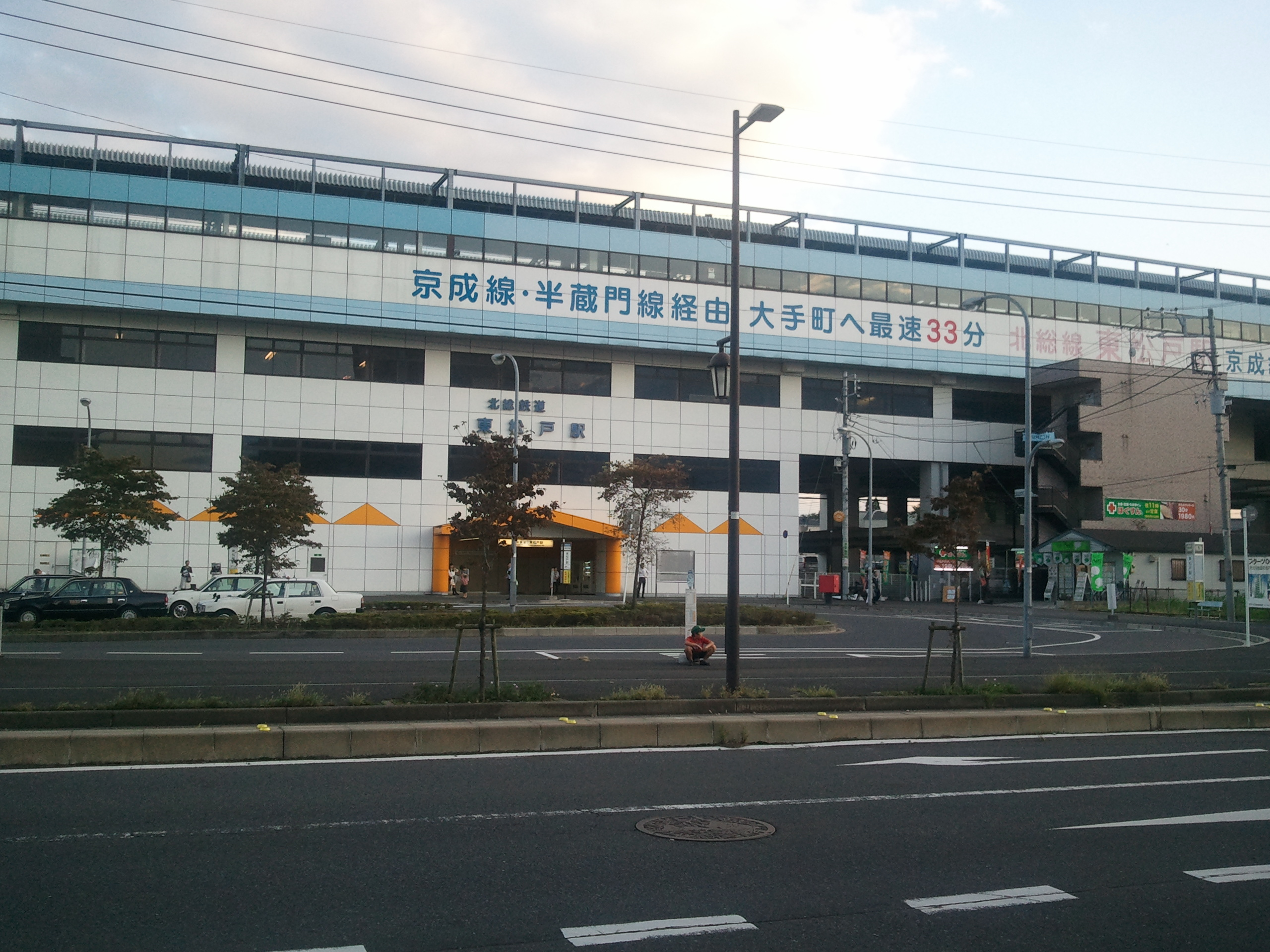
樓高四層、採高架設計的北總鐵道、京成電鐵東松戶車站站房
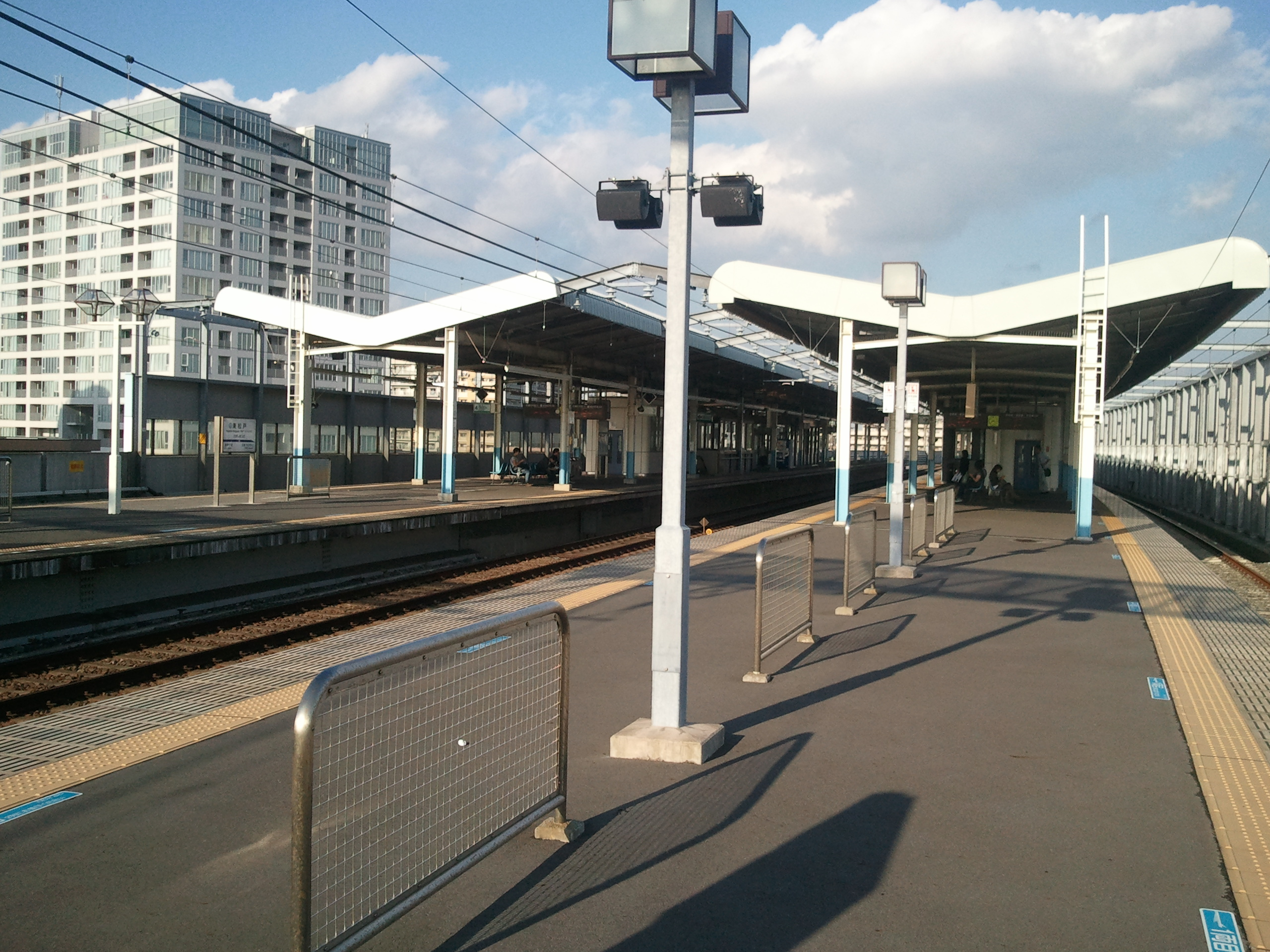
月台
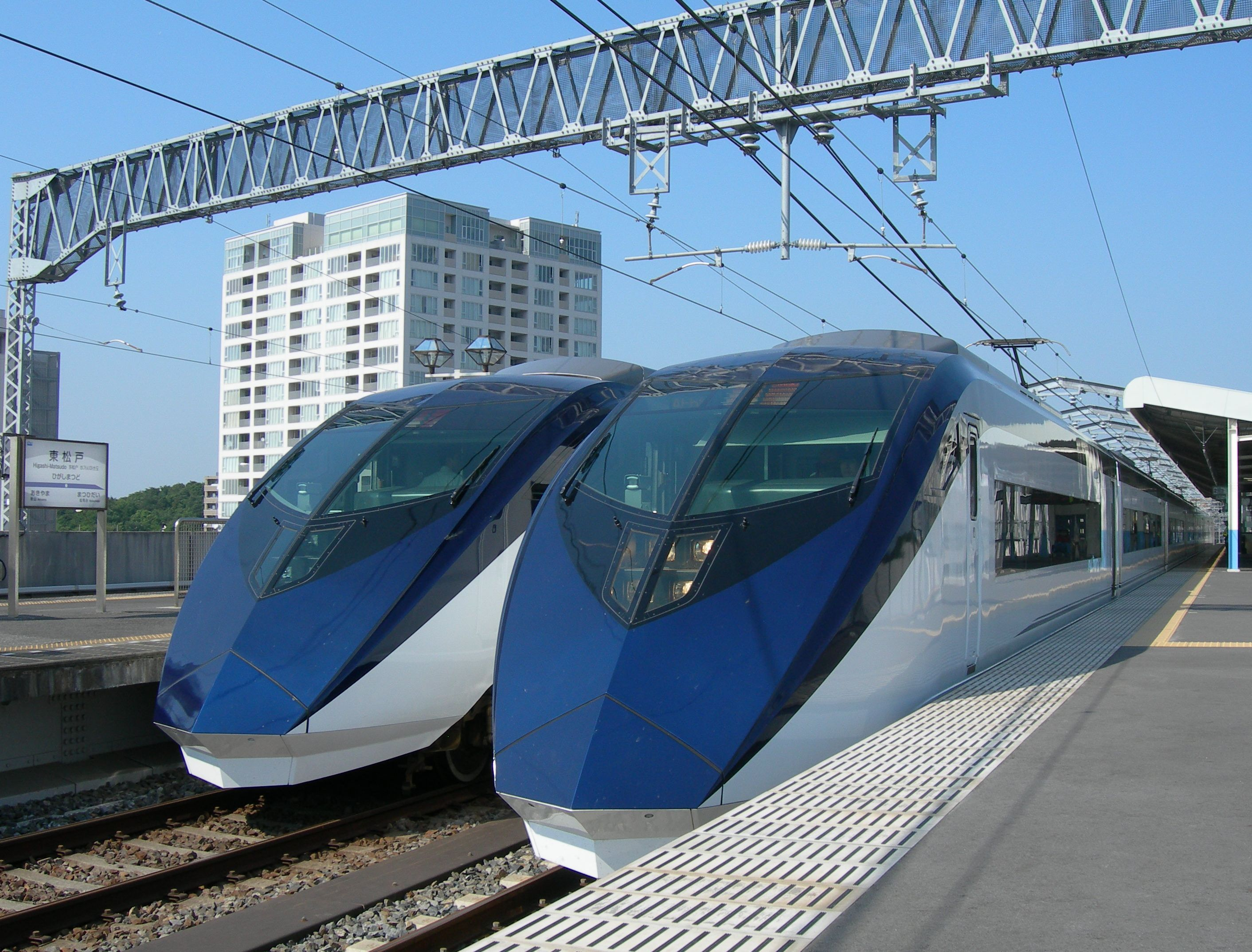
2列京成電鐵「Skyliner」機場特快車經過本站。

### JR東日本
在1998年才啟用的JR東日本東松戶車站是武藏野線上最晚設置的幾個車站之一（僅次於吉川美南與越谷湖城（越谷レイクタウン）兩座車站），是一個設置有對向式月台一對、兩條乘車線的高架車站。車站大廳、檢票口等設施位於車站一樓，月台則設於二樓。站內設有多功能廁所。2018年3月24日起，首班車至早上6時30分採取遠端對應（對講機可聯絡新八柱站站員），不配置站員。

#### 月台配置
| 月台 | 路線     | 方向 | 目的地                       |
| ---- | -------- | ---- | ---------------------------- |
| 1    | 武藏野線 | 上行 | 新松戶、南浦和、府中本町方向 |
| 2    | 武藏野線 | 下行 | 西船橋、南船橋、東京方向     |

（來源：JR東日本:車站構內圖 （页面存档备份，存于））
- 東口（2012年11月）
- 閘口（2019年9月）
- 月台（2019年9月）

#### 站內設備
- 指定席售票機
- 自動驗票閘門
- 可使用電動代步車
- 點字車費表

## 使用情況
- 北總鐵道 - 2016年度的1日平均上下車人次為18,118人[4]，在北總線內次於京成高砂、千葉新城中央、新鎌谷，排行第4名。
- 京成電鐵 - 2017年度的1日平均上下車人次為4,250人[5]，在該公司全線各站中排名第58。北總鐵道的使用人數是換算京成電鐵運行的Access特急使用人數得出。
- JR東日本 - 2019年度的1日平均上車人次為20,839人[6]，在武藏野線的26個車站（貨物專用站除外）當中排名第15。2005年度以前是武藏野線人次最少的車站。

本站作為轉乘站，使用人次並不算高。其中一個理由是經北總線的車資過高，因此定期通勤人數並不多。
此外，兩線前往都心方向並不需要在此轉乘，班次也不多。京成Access特急原先規劃不停本站，但在地方政府與JR武藏野線沿線自治體的要求下增停。
2000年代以後，車站周邊陸續興建公寓，定期通勤族增加，帶動運量成長。

### 各年度1日平均上下車人次
近年1日平均上下車人次變化如下（JR除外）。
| 年度               | 北總開發鐵道 /北總鐵道 | 北總開發鐵道 /北總鐵道 | 京成電鐵           | 京成電鐵 |
| 年度               | 1日平均 上下車人次     | 增長率                 | 1日平均 上下車人次 | 增長率   |
| ------------------ | ---------------------- | ---------------------- | ------------------ | -------- |
| 1991年（平成03年） | 753                    |                        | 未 開 業           | 未 開 業 |
| 2000年（平成12年） | 10,120                 |                        | 未 開 業           | 未 開 業 |
| 2004年（平成16年） | 11,576                 |                        | 未 開 業           | 未 開 業 |
| 2006年（平成18年） | 12,659                 |                        | 未 開 業           | 未 開 業 |
| 2007年（平成19年） | 13,717                 | 8.4%                   | 未 開 業           | 未 開 業 |
| 2008年（平成20年） | 15,053                 | 9.7%                   | 未 開 業           | 未 開 業 |
| 2009年（平成21年） | 15,650                 | 4.0%                   | 未 開 業           | 未 開 業 |
| 2010年（平成22年） | 16,479                 | 5.3%                   | 未 開 業           | 未 開 業 |
| 2011年（平成23年） | 17,588                 | 6.7%                   | 2,676              |          |
| 2012年（平成24年） | 18,880                 | 7.3%                   | 3,138              | 17.2%    |
| 2013年（平成25年） | 16,909                 | −10.3%                 | 3,472              | 10.6%    |
| 2014年（平成26年） | 17,009                 | 0.6%                   | 3,572              | 2.9%     |
| 2015年（平成27年） | 17,648                 | 3.8%                   | 3,757              | 5.2%     |
| 2016年（平成28年） | 18,118                 | 2.7%                   | 4,040              | 7.5%     |
| 2017年（平成29年） | 18,539                 | 2.3%                   | 4,250              | 5.2%     |
| 2018年（平成30年） | 19,082                 | 2.9%                   | 4,405              | 3.6%     |
| 2019年（令和元年） |                        |                        | 4,537              | 3.0%     |

### 各年度1日平均上車人次
近年1日平均上車人次推移如下表。
| 年度               | 北總開發鐵道/北總鐵道 | 京成電鐵 | JR東日本 | 來源              |
| ------------------ | --------------------- | -------- | -------- | ----------------- |
| 1990年（平成02年） | 1,019                 | 未 開 業 | 未 開 業 | [ 千葉県統計 1 ]  |
| 1991年（平成03年） | 355                   | 未 開 業 | 未 開 業 | [ 千葉県統計 2 ]  |
| 1992年（平成04年） | 456                   | 未 開 業 | 未 開 業 | [ 千葉県統計 3 ]  |
| 1993年（平成05年） | 545                   | 未 開 業 | 未 開 業 | [ 千葉県統計 4 ]  |
| 1994年（平成06年） | 576                   | 未 開 業 | 未 開 業 | [ 千葉県統計 5 ]  |
| 1995年（平成07年） | 655                   | 未 開 業 | 未 開 業 | [ 千葉県統計 6 ]  |
| 1996年（平成08年） | 666                   | 未 開 業 | 未 開 業 | [ 千葉県統計 7 ]  |
| 1997年（平成09年） | 812                   | 未 開 業 | 3,904    | [ 千葉県統計 8 ]  |
| 1998年（平成10年） | 4,163                 | 未 開 業 | 5,605    | [ 千葉県統計 9 ]  |
| 1999年（平成11年） | 4,710                 | 未 開 業 | 7,108    | [ 千葉県統計 10 ] |
| 2000年（平成12年） | 5,070                 | 未 開 業 | 7,808    | [ 千葉県統計 11 ] |
| 2001年（平成13年） | 5,269                 | 未 開 業 | 8,581    | [ 千葉県統計 12 ] |
| 2002年（平成14年） | 5,496                 | 未 開 業 | 9,146    | [ 千葉県統計 13 ] |
| 2003年（平成15年） | 5,607                 | 未 開 業 | 9,533    | [ 千葉県統計 14 ] |
| 2004年（平成16年） | 5,807                 | 未 開 業 | 9,841    | [ 千葉県統計 15 ] |
| 2005年（平成17年） | 5,931                 | 未 開 業 | 10,170   | [ 千葉県統計 16 ] |
| 2006年（平成18年） | 6,332                 | 未 開 業 | 11,049   | [ 千葉県統計 17 ] |
| 2007年（平成19年） | 6,845                 | 未 開 業 | 11,959   | [ 千葉県統計 18 ] |
| 2008年（平成20年） | 7,500                 | 未 開 業 | 13,248   | [ 千葉県統計 19 ] |
| 2009年（平成21年） | 7,802                 | 未 開 業 | 13,781   | [ 千葉県統計 20 ] |
| 2010年（平成22年） | 8,212                 | 1,216    | 14,513   | [ 千葉県統計 21 ] |
| 2011年（平成23年） | 8,767                 | 1,383    | 15,405   | [ 千葉県統計 22 ] |
| 2012年（平成24年） | 9,412                 | 1,617    | 16,687   | [ 千葉県統計 23 ] |
| 2013年（平成25年） | 8,420                 | 1,785    | 17,691   | [ 千葉県統計 24 ] |
| 2014年（平成26年） | 8,472                 | 1,843    | 18,018   | [ 千葉県統計 25 ] |
| 2015年（平成27年） | 8,796                 | 1,928    | 18,880   | [ 千葉県統計 26 ] |
| 2016年（平成28年） | 9,028                 | 2,051    | 19,586   | [ 千葉県統計 27 ] |
| 2017年（平成29年） | 9,233                 | 2,147    | 20,126   | [ 千葉県統計 28 ] |
| 2018年（平成30年） |                       | 2,220    | 20,735   |                   |
| 2019年（令和元年） |                       | 2,294    | 20,839   |                   |

備註
1. ↑  1991年3月31日開業。開業日的統計資料。
2. ↑  1998年3月14日開業。開業日至同年3月31日的統計資料。
3. ↑  2012年度以前是北總線總輸送人次（含成田Sky Access線。）。
4. ↑  2010年7月17日開業。開業日至翌年3月31日的統計資料。
5. ↑  2013年度以後是北總鐵道旅客運輸收入的對應人次（成田Sky Access線除外。）。

## 車站周邊
車站設置初期周遭地區大都還是農業用地，通勤需求極低。但在進入2000年代之後車站周圍開始有大型的公寓大樓進駐，連鎖商店等設施也因應而生。東松戶的旅客人次在2005年時還是武藏野線沿線車站之中敬陪末座，但之後連年成長，直至2010年時已成長至第19名。
車站所在地傳統上的地名稱為「紙敷」，因此車站在尚未設立前曾使用過「紙敷」的臨時站名，但在正式設站時仍然根據車站位在松戶市東部的原因而命名為東松戶。因為本站站名的關係，周遭地區在2012年時根據車站名稱更改成「東松戶」。
- 丸悅（日语：マルエツ）東松戶站店
- Belx（日语：ベルクス）東松戶店
- 松戶市役所（日语：松戸市役所）東部支所
- 松戶市立圖書館東部分館

- 松戶市東部老人福祉中心
- 松戶市消防局（日语：松戸市消防局）東部消防署
- 松戶市東部運動公園
- 松戶河原塚郵便局
- 東京都立八柱靈園（日语：東京都立八柱霊園）
- 東松戶結之花公園（日语：東松戸ゆいの花公園）
- 紙敷櫻花通
- 河原塚古墳（日语：河原塚古墳）
- 千葉縣立松戶南高等學校（日语：千葉県立松戸南高等学校）
- 松戶市立松戶高等學校（日语：松戸市立松戸高等学校）
- 松戶市立河原塚中學校
- 松戶市立東松戶小學校
- 高塚若葉幼稚園（日语：高塚わかば幼稚園）
- 松戶新京成巴士（日语：松戸新京成バス）本社營業所（紙敷車庫）
- 觀光梨園

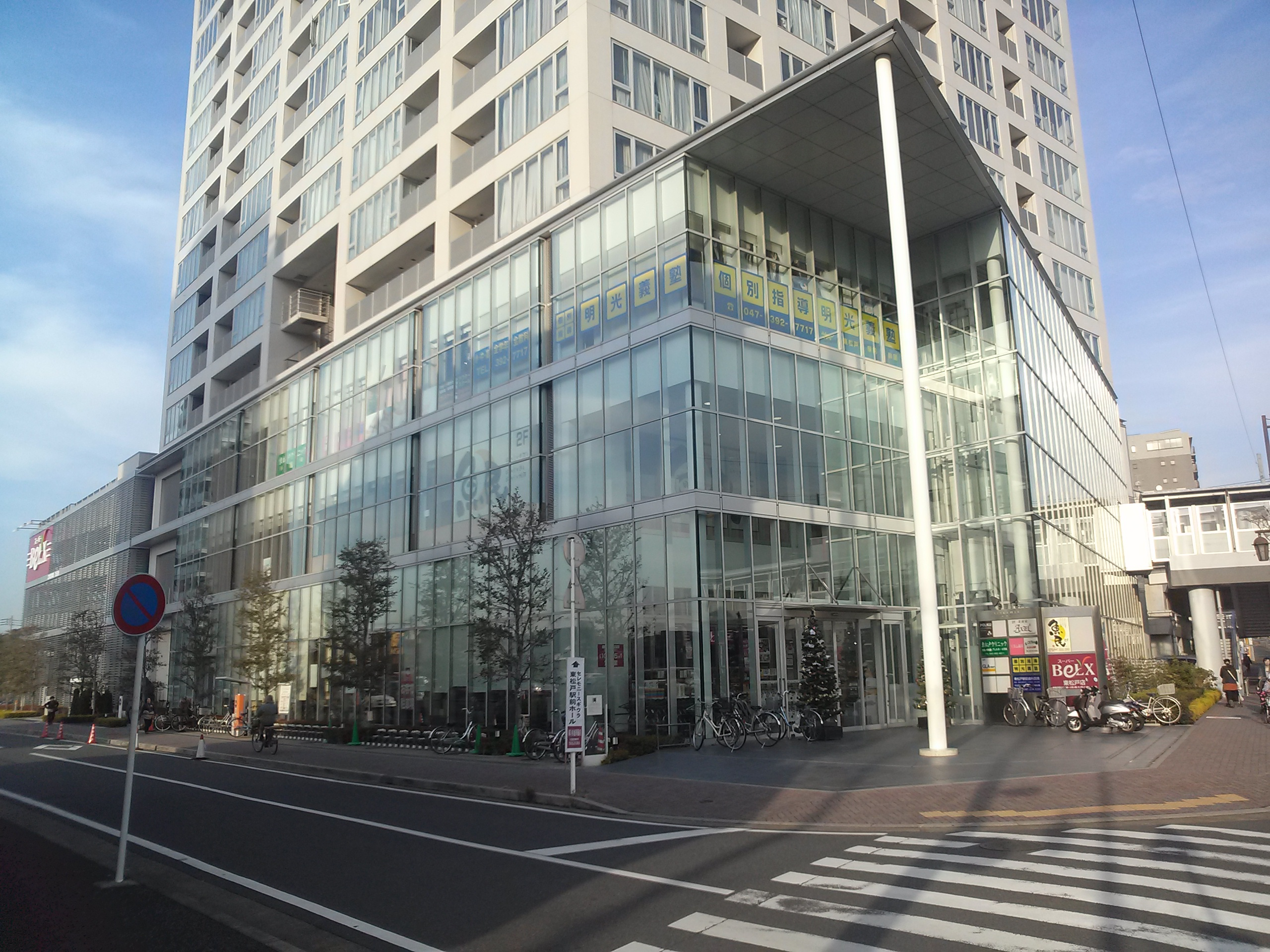
Belx東松戶店

- 松戶市立福祉醫療中心東松戶醫院（日语：松戸市立福祉医療センター東松戸病院）

## 巴士路線
2016年6月27日巴士站變更如下。
| 乘車處 | 系統   | 主要行經地                               | 目的地       | 運行業者       | 營業所 |
| ------ | ------ | ---------------------------------------- | ------------ | -------------- | ------ |
| 1番    | 紙敷1  | 栗子橋                                   | 紙敷車庫     | 松戶新京成巴士 | 松戶   |
| 1番    | 東松31 | 松戶第五中學校                           | 梨香台團地   | 松戶新京成巴士 | 松戶   |
| 2番    | 本31   | 高塚、高塚入口、昭和學院                 | 本八幡站     | ■京成巴士      | 市川   |
| 2番    | 本34   | 福祉中心入口                             | 高塚         | ■京成巴士      | 市川   |
| 2番    | 市45   | 高塚、高塚入口、國分、市川真間站         | 市川站       | ■京成巴士      | 市川   |
| 3番    | 八柱7  | 栗子橋、河原塚、八柱靈園                 | 八柱站       | 松戶新京成巴士 | 松戶   |
| 4番    | 松9    | 河原塚中學校、工業團地、富士見台         | 松戶站東口   | 松戶新京成巴士 | 松戶   |
| 4番    | 松10   | 河原塚中學校、如來堂前、富士見台         | 松戶站東口   | 松戶新京成巴士 | 松戶   |
| 5番    | 本37   | 高塚、殿台入口、市川大野站、姫宮團地入口 | 醫療中心入口 | ■京成巴士      | 市川   |
| 5番    | 東松01 | 松戶第五中學校、秋山站                   | 聖德學園     | ■京成巴士      | 松戶   |

## 相鄰車站
北總鐵道、 京成電鐵
 北總線、 成田Sky Access線（成田機場線）
■Access特急、■特急
京成高砂（KS10）－東松戶（HS05）－新鎌谷（HS08）
■急行（只限下行運行）
矢切（HS02） → 東松戶（HS05） → 新鎌谷（HS08）
■普通
秋山（HS04）－東松戶（HS05）－松飛台（HS06）
東日本旅客鐵道
 武藏野線
市川大野（JM 12）－東松戶（JM 13）－新八柱（JM 14）

### 使用情況
JR、私鐵1日平均使用人數
JR東日本2000年度以後上車人次
1. ↑  各駅の乗車人員（2000年度） （页面存档备份，存于） - JR東日本
2. ↑  各駅の乗車人員（2001年度） （页面存档备份，存于） - JR東日本
3. ↑  各駅の乗車人員（2002年度） （页面存档备份，存于） - JR東日本
4. ↑  各駅の乗車人員（2003年度） （页面存档备份，存于） - JR東日本
5. ↑  各駅の乗車人員（2004年度） （页面存档备份，存于） - JR東日本
6. ↑  各駅の乗車人員（2005年度） （页面存档备份，存于） - JR東日本
7. ↑  各駅の乗車人員（2006年度） （页面存档备份，存于） - JR東日本
8. ↑  各駅の乗車人員（2007年度） （页面存档备份，存于） - JR東日本
9. ↑  各駅の乗車人員（2008年度） （页面存档备份，存于） - JR東日本
10. ↑  各駅の乗車人員（2009年度） （页面存档备份，存于） - JR東日本
11. ↑  各駅の乗車人員（2010年度） （页面存档备份，存于） - JR東日本
12. ↑  各駅の乗車人員（2011年度） （页面存档备份，存于） - JR東日本
13. ↑  各駅の乗車人員（2012年度） （页面存档备份，存于） - JR東日本
14. ↑  各駅の乗車人員（2013年度） （页面存档备份，存于） - JR東日本
15. ↑  各駅の乗車人員（2014年度） （页面存档备份，存于） - JR東日本
16. ↑  各駅の乗車人員（2015年度） （页面存档备份，存于） - JR東日本
17. ↑  各駅の乗車人員（2016年度） （页面存档备份，存于） - JR東日本
18. ↑  各駅の乗車人員（2017年度） （页面存档备份，存于） - JR東日本
19. ↑  各駅の乗車人員（2018年度） （页面存档备份，存于） - JR東日本
20. ↑  各駅の乗車人員（2019年度） （页面存档备份，存于） - JR東日本

JR、私鐵統計資料
1. ↑  各種報告書 （页面存档备份，存于） - 関東交通広告協議会
2. ↑  .   [2018-01-14]. （原始内容存档于2020-04-11）.

千葉縣統計年鑑
1. ↑  .   [2018-11-03]. （原始内容存档于2020-01-08）.
2. ↑  .   [2018-11-03]. （原始内容存档于2020-01-08）.
3. ↑  .   [2018-11-03]. （原始内容存档于2020-01-08）.
4. ↑  .   [2018-11-03]. （原始内容存档于2020-01-08）.
5. ↑  .   [2018-11-03]. （原始内容存档于2020-01-08）.
6. ↑  .   [2018-11-03]. （原始内容存档于2020-01-08）.
7. ↑  .   [2018-11-03]. （原始内容存档于2020-01-08）.
8. ↑  .   [2018-11-03]. （原始内容存档于2020-01-08）.
9. ↑  .   [2018-11-03]. （原始内容存档于2020-01-08）.
10. ↑  .   [2018-11-03]. （原始内容存档于2017-09-30）.
11. ↑  .   [2018-11-03]. （原始内容存档于2017-09-30）.
12. ↑  .   [2018-11-03]. （原始内容存档于2017-09-30）.
13. ↑  .   [2018-11-03]. （原始内容存档于2017-09-30）.
14. ↑  .   [2018-11-03]. （原始内容存档于2017-09-30）.
15. ↑  .   [2018-11-03]. （原始内容存档于2017-09-30）.
16. ↑  .   [2018-11-03]. （原始内容存档于2020-01-08）.
17. ↑  .   [2018-11-03]. （原始内容存档于2020-01-08）.
18. ↑  .   [2018-11-03]. （原始内容存档于2020-01-08）.
19. ↑  .   [2018-11-03]. （原始内容存档于2017-08-30）.
20. ↑  .   [2018-11-03]. （原始内容存档于2017-08-30）.
21. ↑  .   [2018-11-03]. （原始内容存档于2017-08-30）.
22. ↑  .   [2018-11-03]. （原始内容存档于2017-08-30）.
23. ↑  .   [2018-11-03]. （原始内容存档于2017-08-30）.
24. ↑  .   [2018-11-03]. （原始内容存档于2017-08-11）.
25. ↑  .   [2018-11-03]. （原始内容存档于2017-08-11）.
26. ↑  .   [2018-11-03]. （原始内容存档于2017-08-11）.
27. ↑  .   [2018-11-03]. （原始内容存档于2020-04-24）.
28. ↑  .   [2020-07-29]. （原始内容存档于2020-04-24）.

## 外部連結
- 車站資訊（東松戶）：東日本旅客鐵道
- 東松戶站 （页面存档备份，存于） - 北總鐵道

35°46′11.6″N 139°56′34.4″E / 35.769889°N 139.942889°E